# Ріккардо Сбертолі
Ріккардо Сбе́ртолі (італ. Riccardo Sbertoli; нар. 23 травня 1998, Мілан) — італійський волейболіст, пасувальник (зв'язуючий), гравець збірної Італії та клубу «Трентіно Воллей».

## Життєпис
Народився 23 травня 1998 року в Мілані.
Учасник фінального матчу Євро-2021.

### Досягнення
Зі збірною
- чемпіон світу 2022
- переможець Євро-2021, першости світу 2022 (Польща — Словенія).

Клубні
- чемпіон Італії 2023
- володар Суперкубка Італії 2021

Індивідуальні
- найкращий пасувальник Чемпіонату Європи U20 (2016).